# Poběžovice (Plzeň)
Poběžovice é uma cidade checa localizada na região de Plzeň, distrito de Domažlice.